# Entyloma deliliae
Entyloma deliliae är en svampart som beskrevs av Vánky, Döbbeler & U. Braun 1992. Entyloma deliliae ingår i släktet Entyloma och familjen Entylomataceae.   Inga underarter finns listade i Catalogue of Life.